# Legado de Trovadores
Legado de Trovadores es el cuarto álbum recopilatorio del grupo Congreso lanzado en 2015 bajo el sello Master Media Music y Condor Music. El álbum rescata en formato de CD algunos temas grabados en vivo en la presentación del concierto Congreso a la carta, realizado el año 2012 en Matucana 100, más el sencillo Fin del Show grabado y estrenado en 2015. 
La colección Legado de Trovadores incluyó a otros artistas como Patricio Manns, Sol y Lluvia, Inti Illimani, y Quelentaro.

## Temas
- 1. En Todas las Esquinas
- 2. La Loca sin Zapatos
- 3. Hijo del Sol Luminoso
- 4. Canción Didáctica N°1
- 5. Canción de la Verónica
- 6. El Cielito de mi Pieza
- 7. Tus Ojitos
- 8. Un Día un Árbol me Preguntó
- 9. Y tus Ojos no me Dejan de Mirar
- 10. En Horario Estelar
- 11. Heroína de Nueva York
- 12. Fin del Show (bonus track)

## Músicos
- Sergio González: composición, batería y cuatro.
- Francisco Sazo: textos, voz y trutruca.
- Hugo Pirovic: flauta, saxo, percusión y coros.
- Jaime Atenas: saxos
- Raúl Aliaga: marimba y percusión
- Sebastián Almarza: piano, teclados y segunda voz.
- Federico Fauré: bajo y contrabajo
- Simón González: guitarra

- Datos: Q28501937